# SMS Dinara
SMS Dinara – austro-węgierski niszczyciel z początku XX wieku. Jedenasta jednostka typu Huszár. Okręt wyposażony w cztery opalane węglem kotły parowe typu Yarrow.
„Dinara” wzięła udział w I bitwie w Cieśninie Otranto. 22 grudnia 1916 roku o godzinie 21:30 razem z SMS „Scharfschütze”, „Réka” i „Velebit” zaatakowały trawlery blokujące sieciami Cieśninę Otranto. Austro-węgierskim niszczycielom udało się zmusić je do porzucenia sieci. Jak się później okazało, ocaliły w ten sposób zaplątany w nich okręt podwodny U-38. W trakcie późniejszego starcia z zespołem niszczycieli Marine nationale, składającym się z niszczycieli „Protet”, „Commandant Bory”, „Dehorter” i „Boutefeu”, do których dołączyły wkrótce „Casque” oraz „Commandant Rivière”, „Dinara” wykonała nieudany atak torpedowy na niszczyciel „Commandant Rivière”.
Niszczyciel „Dinara” przetrwał I wojnę światową i po jej zakończeniu został przekazany Włochom. Złomowany w 1920 roku.